# Acalypha transvaalensis
Acalypha transvaalensis là một loài thực vật có hoa trong họ Đại kích. Loài này được Gand. mô tả khoa học lần đầu tiên năm 1913.